# Hexatoma (Eriocera) platysoma
Hexatoma (Eriocera) platysoma is een tweevleugelige uit de familie steltmuggen (Limoniidae). De soort komt voor in het Palearctisch gebied.